# Alexander Goldscheider
Alexander Goldscheider (* 22. června 1950 Praha) je v Anglii žijící český hudební skladatel, producent, publicista, kritik, diskžokej, majitel počítačové a hudební společnosti Romantic Robot.

## Osobní život
Narodil se v Praze jako syn novináře a scenáristy Františka Goldscheidera.
Vystudoval hudební vědu na Filozofické fakultě Univerzity Karlovy v Praze (PhDr., 1975, Analýza kompletní tvorby The Beatles). Původně pracoval jako hudební kritik, publicista a diskžokej (hudební programy v Čs. rozhlase, divadlech a klubech), později skládal písně (např. pro Evu Pilarovou, Hanu Hegerovou, Karla Černocha, aj.), produkoval LP desky Supraphonu, (např. Nadi Urbánkové, Martina Kratochvíla, Věry Špinarové aj.). Pod jménem Odysseus od roku 1977 nahrával na syntezátory vlastní skladby na deskách Pantonu, Supraphonu, pro rozhlas, televizi a filmy.
Od roku 1981 žije v Anglii, kde nahrál dvě LP alba pro Red Bus Records Themes for a One Man Band Vol. 1 & 2, točil také pro BBC rádio a televizi. V roce 1983 založil společnost Romantic Robot, která vydávala software (např. Music Typewriter, Wriggler) a hardware (např. Multiface, Videoface, Multiprint) a vyrábí webové stránky.
V roce 1991 produkoval a vydal dvě CD, jejichž hudba byla zkomponována v koncentračním táboře v Terezíně – Terezín: Hudba 1941–44. V roce 2003 vydal desku vlastních skladeb se Smíšeným sborem Pavla Kühna Stabat Mater a v roce 2006 další s názvem Píseň písní (The Song of Songs). Britská gramofonová společnost Little Beat Different vydala v červnu 2018 jeho vinylovou LP desku Alexander Goldscheider. Pražské nakladatelství Pointa vydalo v červenci 2020 první část jeho memoárů Cílené náhody.

### Litelatura
- Antonín Matzner, Ivan Poledňák, Igor Wasserberger a kolektiv (1990): Encyklopedie jazzu a moderní populární hudby, Díl III, Editio Supraphon, s. 159.